# Internationale Code voor de toepassing van beproevingsprocedures voor brandwerendheid
De Internationale Code voor de toepassing van beproevingsprocedures voor brandwerendheid (International Code for Application of Fire Test Procedures, FTP-code) is de SOLAS-standaard op het gebied van beproevingsprocedures voor brandwerendheid. Met resolutie MSC.307(88) werd op 3 december 2010 de 2010 FTP-code aangenomen die op 1 juli 2012 van kracht werd en daarmee de 1996 FTP-code verving. Deze was met resolutie MSC.61(67) op 5 december 1996 aangenomen en op 1 juli 1998 van kracht geworden. Met de code worden bepalingen uit SOLAS hoofdstuk II-2 nader gespecificeerd.